# 幸地賢忠
幸地 賢忠（こうち けんちゅう、天啓3年<尚豊王3年>6月15日（1623年7月2日） - 康熙22年<尚貞王15年>12月10日（1684年1月26日））は、琉球国（第二尚氏王統）の音楽家。琉球古典音楽の祖と評される。
唐名は夏徳庸（か とくよう）、字は顧行、童名は思次郎、号は愽菴・湛水。称号は親方で、湛水親方（たんすいうぇーかた）の名で知られる。

## 生涯
1623年、上級士族である幸地親方賢盈の次男として生まれ、13歳で小赤頭（こあくがみ）として王府に出仕、17歳で欹髻を結った（元服）。摂政を務めた羽地朝秀の従弟にあたるため重用され、4度にわたって薩摩を訪れた。大和の音楽や芸能にも通じていたが、三線や歌をはじめとする琉球音楽を大成させた。これは、日琉同祖論をとり琉球固有の文化に否定的であった羽地朝秀と相容れず、1673年に禁を犯して妓女を側室にしたことを契機に官を罷免されて具志川間切に蟄居させられた。1675年に羽地朝秀が没したのち、恩赦を受けて首里に戻った。1683年に61歳で没した。
幸地賢忠は、首里節・諸鈍節・作田節・早作田節・揚作田節・ぢゃんな節・暁節などを作曲したといわれている。その一門は湛水流と呼ばれて古典音楽の担い手が輩出し、後年その門流からは野村流、安冨祖流が分かれた。こうしたことから幸地賢忠は琉球古典音楽の祖とみなされており、沖縄市の沖縄市立図書館には「湛水親方顕彰碑」が建てられている。

### 年譜 (月日は旧暦)
- 1623年6月15日　誕生。
- 1635年6月8日　小赤頭となる。
- 1639年4月11日　下庫理若里之子となる。
- 1639年6月18日 欹髻を結い、御書院里之子となる。
- 1641年12月10日　鎖之大屋子となる。
- 1643年12月　黄冠となり、御書院御物當となる。
- 1645年2月13日　御書院當職に任じられる（勤役9年）。
- 1653年12月13日　具志川間切惣地頭職に任じられる。
- 1653年12月16日　御物奉行吟味職に任じられる。
- 1657年3月22日　御振舞奉行職に任じられる。
- 1657年6月6日　座敷に陞る。
- 1661年11月15日　平等側（ひらのそば）職に任じられる。
- 1664年11月15日　御銷之側（さすのそば）職に任じられる。
- 1666年12月5日　紫巾冠に陞る。
- 1669年1月11日　御振舞奉行職に任じられる。
- 1669年9月11日　妻 乙女金が死去。
- 1672年6月9日　躍奉行職に任じられる。
- 1673年　妓女を妾とする。家族は王府にこのことを訴え出る。
- 1673年12月15日　領地・知行を召し上げられ、具志川間切田場村に蟄居させられる。
- 1676年10月24日　王の恩赦を受けて首里に帰り、剃鬚髪して御茶道頭役に任ぜられる。
- 1678年1月9日 名護間切喜瀬地頭職に任じられる。
- 1681年1月5日 北谷間切屋良地頭職に転任する。
- 1683年12月1日 久米中里間切惣地頭職に転任する。
- 1683年12月10日　卒す（享年61）。

## 系譜
越来親方賢雄の七世孫。
- 父：幸地親方賢盈
- 母：思真満金・西之佐司笠按司 （号は雪嶺。大里按司朝生の長女）

- 室：乙女金 （号は菊櫺。幸地東風平親雲上重昌の三女）
  - 長女：真満金 （号は慈弘。仲田親方朝重に嫁ぐ）
  - 次女：思戸金 （号は実屋。前川親方朝年に嫁ぐ。女子二人を生むが離別）
  - 長子：真謝親雲上賢充
  - 三女：真鍋樽 （号は本心。松堂親雲上盛福に嫁ぐ。女子一人を生むが離別）
- 側室：思戸金 （号は菊心。具志川郡府田場邑の大城尓也の女）
  - 次子：内嶺親雲上賢佐
- 側室：真鍋樽 （号は圓清。東風平郡府當銘邑の嘉数尓也の女）
  - 四女：思武太金 （号は峻岳。仲嶺親雲上保逢に嫁ぐ）